# Йонай Міцумаса
Міцумаса Йонай (яп. 米内 光政; 2 березня 1880, Моріока, Японська імперія — 20 квітня 1948, Моріока, Японія) — японський військовий, політичний і державний діяч, професійний військовослужбовець, адмірал (1 квітня 1937) Імперського флоту Японії, один із командувачів Об'єднаного флоту. За свою кар'єру двічі обіймав посаду міністра флоту Японії, а також протягом нетривалого періоду часу був прем'єр-міністром Японії.